# Fujiko
Fujiko (jap. ふじこ, フジコ) – japońskie imię żeńskie.

## Możliwa pisownia
Fujiko można zapisać, używając wielu różnych znaków kanji i może znaczyć m.in.:
- 藤子, „glicynia, dziecko”
- 不二子,
- 富士子,
- 富充子

## Znane osoby
- Fujiko Fujio (藤子), duet mangaków
- Fujiko Takimoto (富士子), japońska seiyū
- Fujiko Yamamoto (富士子), japońska aktorka

## Fikcyjne postacie
- Fujiko Etō (不二子), bohaterka light novel, mangi i anime Ichiban Ushiro no Dai Maō
- Fujiko Mine (不二子), bohaterka mangi i anime Lupin III
- Fujiko Sendō (不二子), postać z mangi i anime Rosario + Vampire
- Fujiko Tsubomi (不二子), bohaterka serii Zettai Karen Children